# Князь-Владимирская церковь (Кишинёв)
Князь-Владимирская церковь (Храм Святого Равноапостольного Князя Владимира; рум. Biserica Sfîntul Cneaz Vladimir) — храм Кишинёвской епархии Русской православной церкви в городе Кишинёве. Памятник архитектуры и истории Молдавии национального значения.

## История
12 февраля 1896 года в Кишинёве создано Александро-Невское братство, которому выделили участок земли возле городского кладбища у дороги, ведущей на Ганчешты. 5 сентября 1899 года на этом участке начато строительство храма, которое было завершено в 1900 году. 21 октября (3 ноября) 1900 года епископ Аккерманский, викарий Кишинёвской епархии, Аркадий (Филонов) освятил храм во имя иконы Божией Матери «Всех Скорбящих Радость».
В 1940 году, после присоединения Бессарабии к СССР, советские власти открыли архив в здании храма, но по возвращении румынских войск в 1941 году здание вернули церкви. По возвращении советских войск в 1944 году власти вновь закрыли храм и расположили в нём Республиканское адресное бюро. Колокольня была разрушена.
Возрождена в 1998 году и освящена во имя равноапостольного князя Владимира. Колокольня восстановлена не в первоначальном виде.